# Набережная Чёрной речки
Набережная Чёрной ре́чки — набережная в Приморском районе Санкт-Петербурга. Располагается по обоим берегам Чёрной речки, по левому берегу (дома 1—61) — от Ушаковской набережной до Коломяжского проспекта, по правому берегу (дома 2—26) — от улицы Академика Крылова до улицы Академика Шиманского.

## Примечательные здания
- Дом № 1 — бывший Императорский воспитательный дом, здание в стиле модерн начала 1910-х. В 2019 году коммерческий застройщик принял решение возвести на участке жилой дом, для чего историческое здание потребовалось передвинуть на 40 метров к северной границе владения, на одну ось с дачей Головина[2][3][4]. Работы прошли в конце 2023 года, дом передвинули на 7 метров на запад на и 45 метров на юг к Выборгской набережной. Для Санкт-Петербурга это стало первым в истории случаем перемещения исторического здания[5][6]. Как сообщил представитель девелопера, проводившего работы, в подвале здания смонтировали две 30-сантиметровые плиты, верхняя из которых была связана с корпусом дома, а на нижнюю закрепили роликовую систему. На этих колёсах дом «ехал со скоростью до 4 сантиметров в минуту» на новое место. Чтобы не повредить здание, его «одели» в каркас из арматуры, ради которого пришлось частично снять декоративные элементы фасадов. Журналисты отмечают, что после перемещения на плитах фасада видны трещины, которых не было на фотографиях до переезда[7].
- Дом № 12 — в этом доме жили оперный певец Борис Штоколов и академик Дмитрий Лихачёв[8]
- Дом № 15 — доходный дом инженера С. И. Михина, проект С. И. Михина и архитектора С. Г. Бродского. 1912—1913.
- Дом № 20 — дом, в котором провела последние годы жизни поэтесса Ольга Берггольц[9]. Во дворе установлен памятник[10]
- Дом № 25 (Сердобольская ул., 70х)
- Дом № 47 — дом в стиле модерн, проект М. А. Цейля, 1906 год

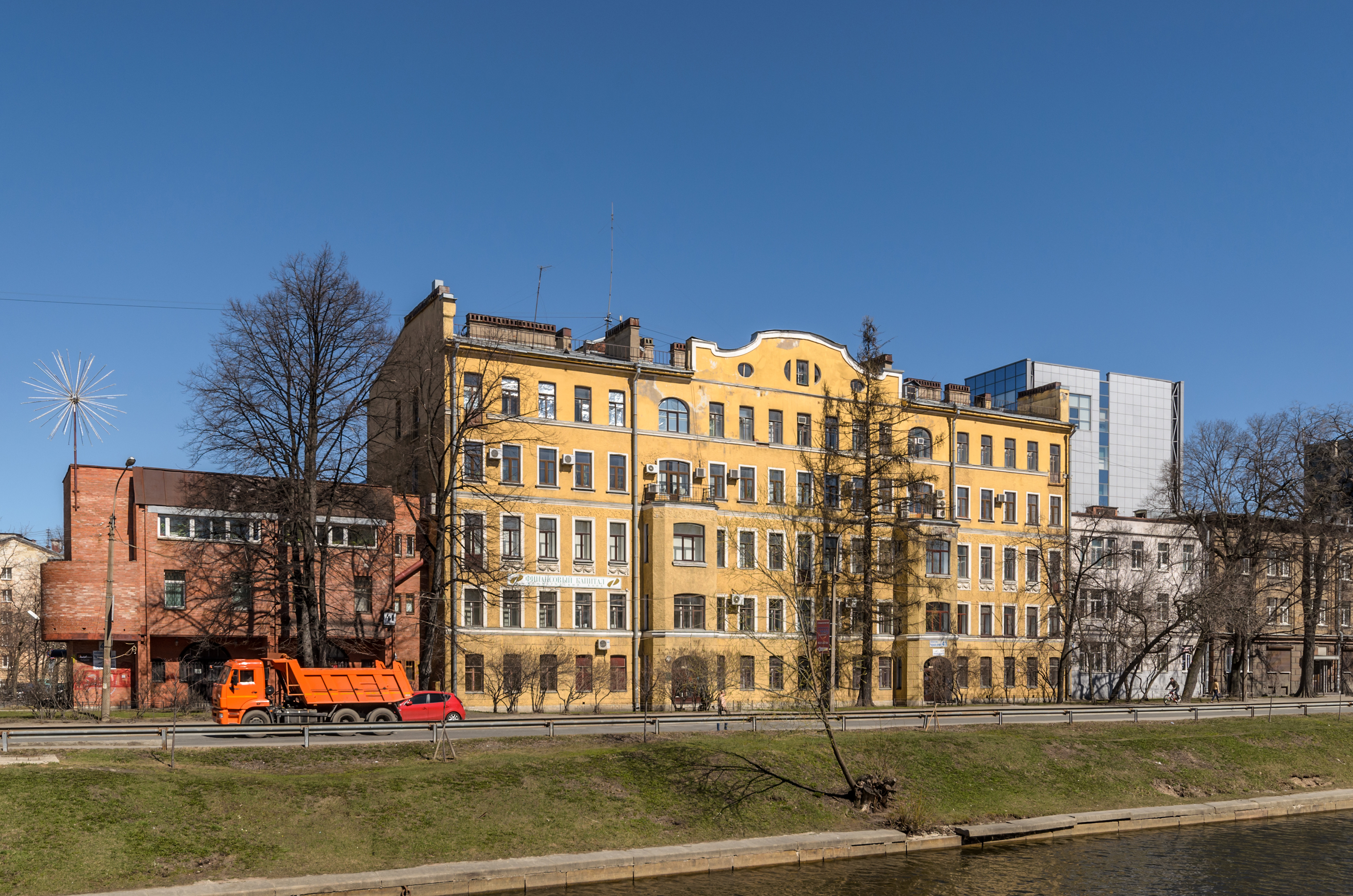
Наб. Чёрной речки, 47

- Дом № 49 (Старобельская ул., 2) — доходный дом Пелагеи Ивановны Поршневой, здание в стиле модерн, проект М. А. Цейля, 1906—1907[11][12].  7830599000

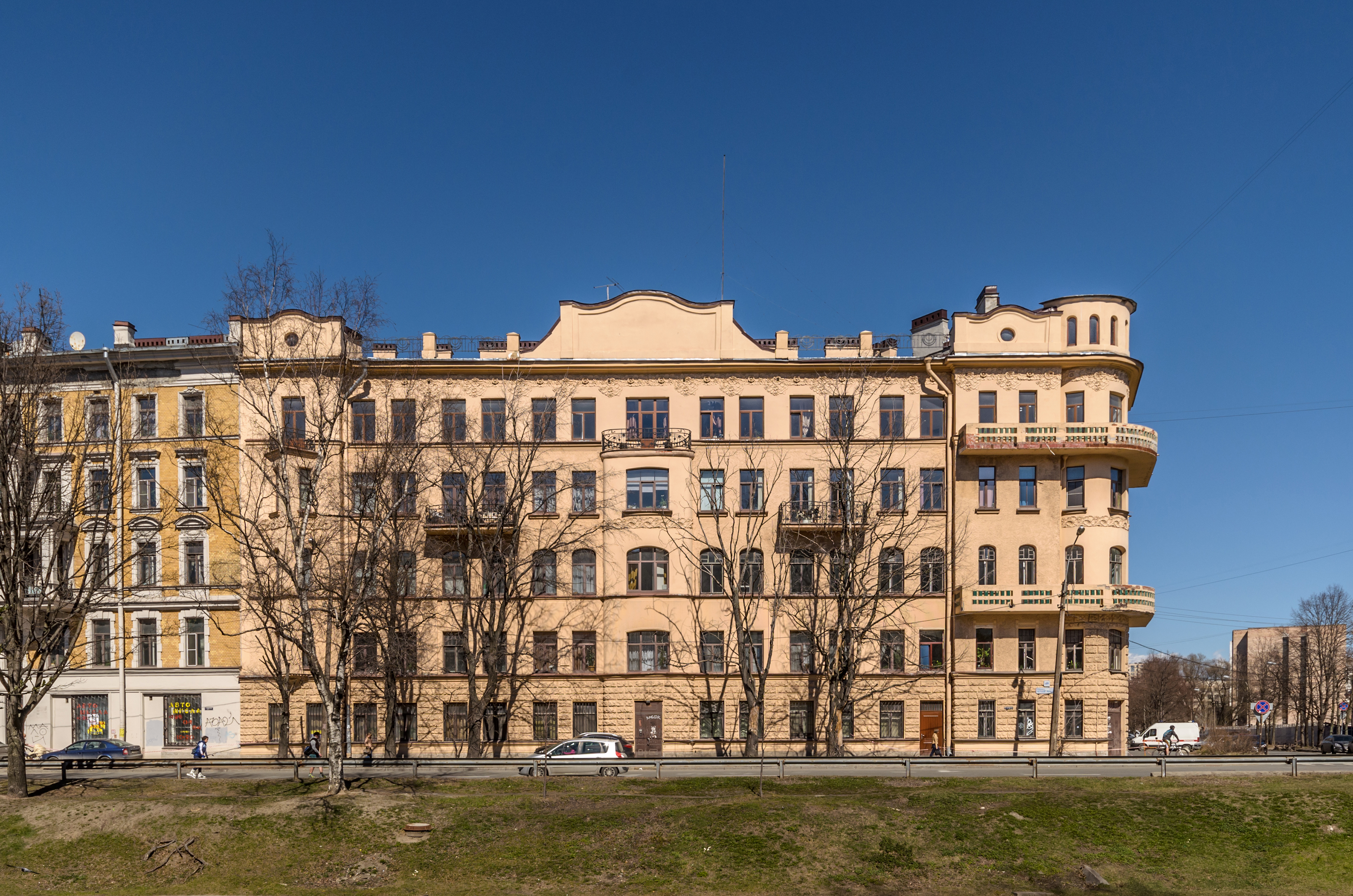
Доходный дом П. И. Поршневой (наб. Чёрной речки, 49)

- Дом № 51 — доходный дом Дмитрия Ивановича Поршнева. Проект М. Д. Розензона, 1902[12][13].  7830600000

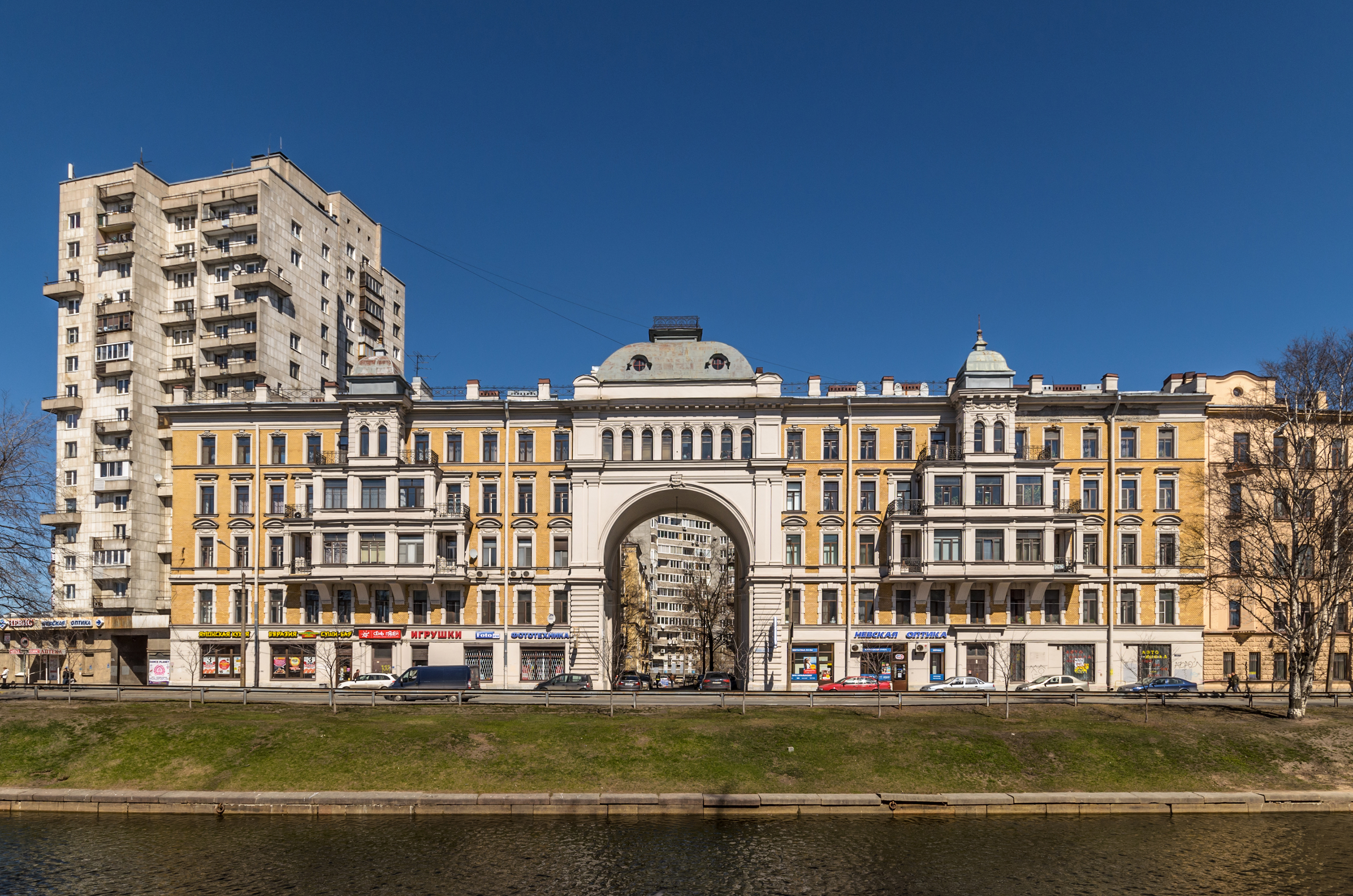
Доходный дом Д. И. Поршнева (наб. Чёрной речки, 51)

- Дом № 61 — в нем жила певица Мария Пахоменко.

## Пересечения

### Правый берег
- улица Академика Крылова
- улица Савушкина
- Школьная улица
- Карельский переулок
- улица Академика Шиманского

### Левый берег
- Ушаковская набережная
- Красногвардейский переулок
- Вазаский переулок
- Сердобольская улица
- улица Графова
- Старобельская улица
- Торжковская улица
- Ланское шоссе
- Коломяжский проспект